# لورين اوليفر
لورين اوليفر (بالإنجليزية: Lauren Oliver)‏ (و. 1982 – م) هي كاتبة، وكاتبة خيال علمي من الولايات المتحدة الأمريكية . ولدت في مقاطعة ويستتشستر، نيويورك .

## أعمال بارزة
من أهم أعمالها:
- Delirium
- Pandemonium
- Before I Fall.

## روابط خارجية
- لورين اوليفر على موقع IMDb (الإنجليزية)
- لورين اوليفر على موقع ميوزك برينز (الإنجليزية)
- لورين اوليفر على موقع قاعدة بيانات الفيلم (الإنجليزية)